# Китайско-молдавские отношения
Китайско-молдавские отношения — двусторонние дипломатические отношения между Китаем и Молдавией.
Китай признал независимость Молдавии 27 декабря 1991 года. Двусторонние отношения между Китаем и Молдовой были установлены 30 января 1992 года. Затем в июне 1992 года Китай открыл посольство в Кишинёве, а Молдавия открыла посольство в Пекине в марте 1996 года.
Китай помогает обучать технических специалистов из Молдовы.
Во время пандемии COVID-19 Китай пожертвовал 150 000 доз вакцины Sinopharm BIBP и продал ещё 100 000 Молдове.
30 января 2022 года исполнилось 30 лет со дня установления дипломатических отношений. Посол Китая Янь Веньбинь написал: «Я с нетерпением жду, чтобы китайско-молдавские отношения поднялись на новый уровень».